# McBryde Garden
El Jardín McBryde (en inglés: McBryde Garden), jardín botánico de 252 acres (1.02 km²) de extensión localizado en la costa sur de la isla de Kauai, en el archipiélago de las Hawái. 
Es uno de los cinco jardines botánicos pertenecientes a la organización sin ánimo de lucro National Tropical Botanical Garden (NTBG). 

## Localización
Se ubica en la parte sur de la isla de Kauai. Justo encima de la bahía "Lāwaʻi|Lāwaʻi", en un valle que está atravesado por el arroyo Lāwaʻi. 
McBryde Garden, Kauai county, Kauaʻi island, Hawaii HI 96713 United States of America-Estados Unidos de América.
Planos y vistas satelitales.21°52′57.46″N 159°28′34.79″O / 21.8826278, -159.4763306
El jardín McBryde está abierto al público. Se cobra una cuota de admisión.

## Historia

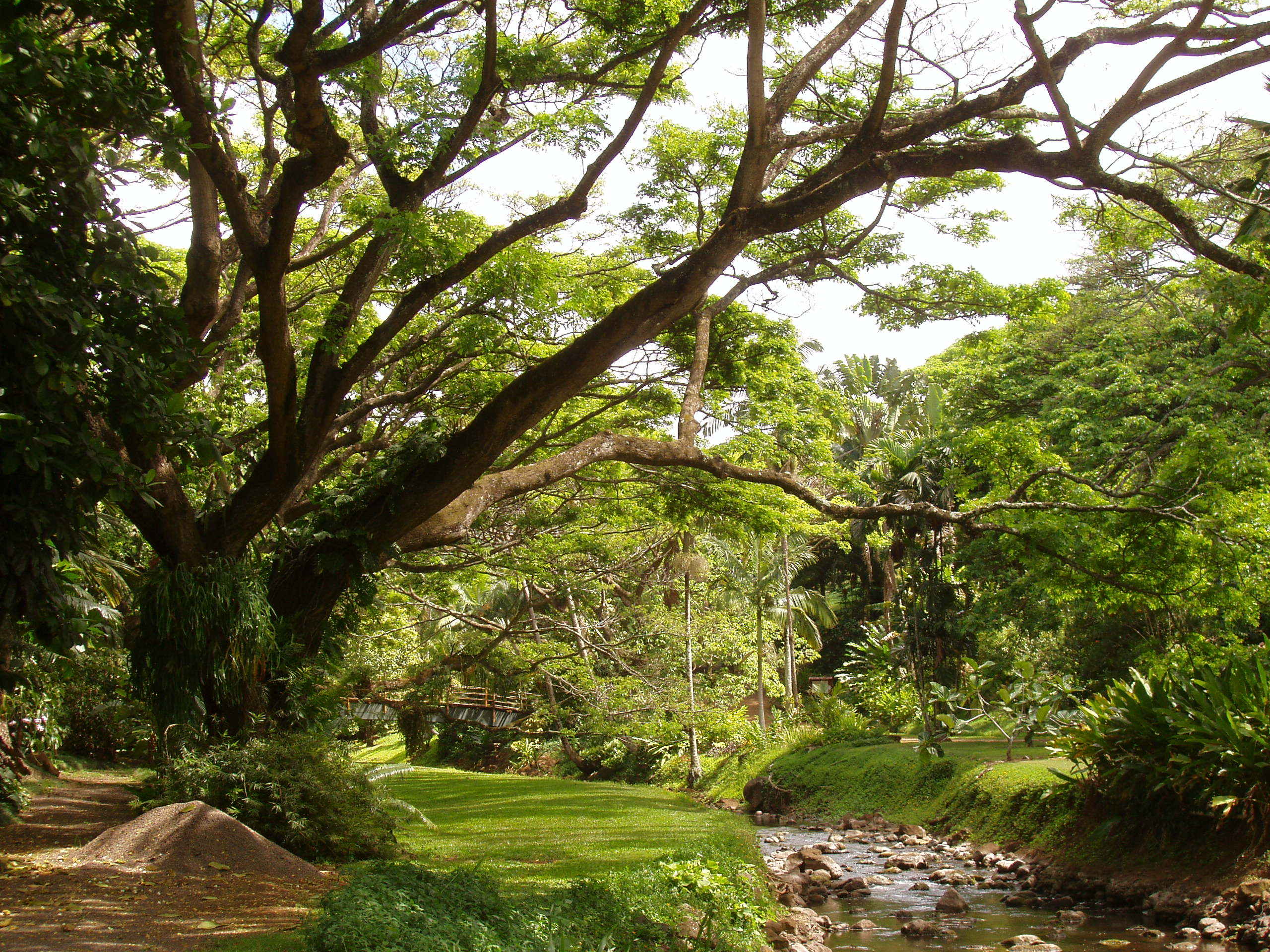
El arroyo "Lāwaʻi" en el jardín McBryde.

La reina Emma de Hawái residió por encima de este valle por un corto intervalo de tiempo, y una casa modesta que fue tal vez su residencia, posteriormente ha sido trasladada al fondo del valle y renovada. El valle fue comprado por la familia McBryde en el siglo XIX para una plantación de caña de azúcar.
Este primer jardín del "National Tropical Botanical Garden" (luego "Pacific Tropical Botanical Garden") se inició con la compra de 171 acres (0.69 km²) por la institución y se ha ampliado desde entonces a 252 acres (1.02 km²). 
Inicialmente llamado "Lāwaʻi Garden", el sitio fue rebautizado en el 2000 como resultado de una generosa donación de los descendientes de la familia McBryde.

## Colecciones
Actualmente el jardín McBryde contiene una gran variedad de plantas y sirve como un centro de investigación y conservación de plantas en peligro.
Cuenta con la mayor colección ex situ de la flora nativa de Hawái en el mundo, así como con extensas plantaciones de palmeras, de la familia Rubiaceae, árboles de flor, Heliconias, orquídeas, Erythrinas y otras plantas recogidas de las regiones tropicales del mundo. 
El jardín cuenta con un importante Centro de Conservación y Horticultura, con cultivos y un laboratorio de micropropagación. Se encuentra junto a la Sede Nacional de NTBG, con unas instalaciones de investigación y educación, y el Allerton Garden. 